# Pluta (okręg Mehedinți)
Pluta – wieś w Rumunii, w okręgu Mehedinți, w gminie Butoiești. W 2011 roku liczyła 465 mieszkańców.